# مزرعه کلارکسون
مزرعهٔ کلارکسون (Clarkson's Farm) یک مجموعه مستند تلویزیونی بریتانیایی دربارهٔ جرمی کلارکسون و مزرعه‌اش در کاتس‌ولدز انگلستان است. این سریال تلاش های کلارکسون برای اداره یک مزرعه ۱٬۰۰۰ جریب فرنگی (۴۰۰ هکتار) در نزدیکی چیپینگ نورتون در آکسفوردشر غربی را نشان می‌دهد. این سریال بازخوردهای مثبتی دریافت کرده و به دلیل افزایش آگاهی عمومی از صنعت کشاورزی بریتانیا در صحنه بین‌المللی مورد تحسین قرار گرفته است.
فصل اول توسط آمازون پرایم ویدیو در ۱۱ ژوئن ۲۰۲۱ منتشر شد. در ژوئیه ۲۰۲۱ مزرعه کلارکسون برای فصل دوم تمدید شد، که در ۱۰ فوریه ۲۰۲۳ منتشر شد. فصل دوم به پربیننده‌ترین سریال اصلی آمازون پرایم ویدیو در بریتانیا در ۲۰۲۳ تبدیل شد. در اکتبر ۲۰۲۲، این برنامه برای فصل سوم تمدید شد که در دو بخش چهار قسمته در ۳ و ۱۰ مه ۲۰۲۴ منتشر شد. در نوامبر ۲۰۲۳، سریال برای فصل چهار تمدید شد که قرار است در مه ۲۰۲۵ نمایش داده شود. در نوامبر ۲۰۲۴، سریال برای فصل پنجم نیز تمدید شد.
کلارکسون این زمین هزار جریبی را سال ۲۰۰۸ خرید و تا ۲۰۱۹ تحت قراردادی به کشاورزی حرفه‌ای سپرد بود. پس از بازنشستگی طرف قرارداد، کلارکسون تصمیم گرفت خود به کشت و کار بپردازد. کلارکسون نام مزرعه را «دیدلی اسکوات» گذاشت که عبارت کوچه‌بازاری انگیسی به معنای «هیچ» است تا نمایانگر عدم بهره‌وری آن باشد.

## نمای کلی سریال
| فصل | قسمت‌ها | قسمت‌ها | تاریخ اصلی روی آنتن رفتن | تاریخ اصلی روی آنتن رفتن | فیلم‌برداری |
| --- | ------ | ------ | ------------------------ | ------------------------ | ---------- |
| ۱   | ۸      | ۸      | ۱۱ ژوئن ۲۰۲۱             | ۱۱ ژوئن ۲۰۲۱             | ۲۰۱۹-۲۰۲۰  |
| ۲   | ۸      | ۸      | ۱۰ فوریه ۲۰۲۳            | ۱۰ فوریه ۲۰۲۳            | ۲۰۲۱-۲۰۲۲  |
| ۳   | ۸      | ۴      | ۳ مه ۲۰۲۴                | ۳ مه ۲۰۲۴                | ۲۰۲۲-۲۰۲۳  |
| ۳   | ۸      | ۴      | ۱۰ مه ۲۰۲۴               | ۱۰ مه ۲۰۲۴               | ۲۰۲۲-۲۰۲۳  |